# Иоанн (епископ Готский)
Епископ Иоанн (?, Партенит — между 788 и 802—807, Амастрида) — религиозный и политический деятель Крымской Готии, епископ Готский, православный святой.

## Биография

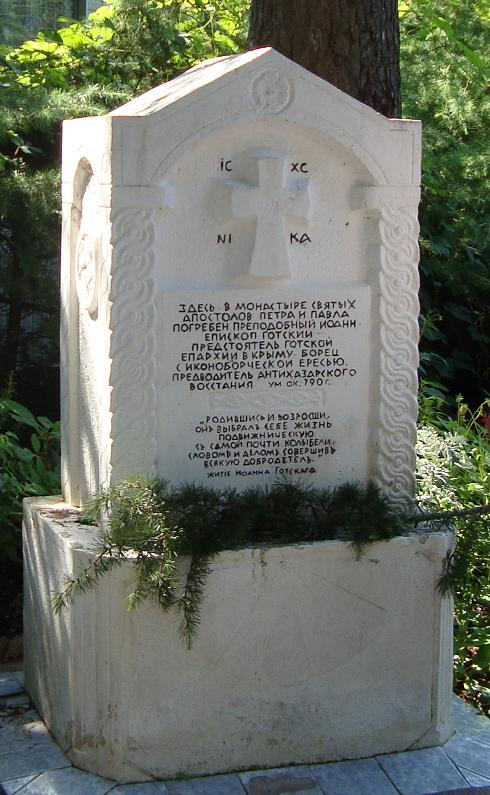
Памятный знак в честь Иоанна Готского у руин храма Святых Апостолов Петра и Павла. Партенит, Крым

Иоанн Готский (Готфский) родился в первой половине VIII века в торжище Партениты (ныне посёлок Партенит, городского округа Алушта) в семье Льва и Фотины. Дед его по отцовской линии происходил из «фемы Армениаков» в Малой Азии, где служил копьеносцем. Вероятно, малую родину предков Иоанна следует отождествлять с современным селением Вона у мыса Чам близ города Орду в Анатолии. По этнической принадлежности они были, скорее всего, греками, а в Крым переселились из-за неспокойной ситуации на родине.
Его мать, Фотина, ещё до рождения сына дала обет посвятить его служению Богу, таким образом, Иоанн «выбрал себе жизнь подвижническую с самой почти колыбели, словом и делом совершив всякую добродетель».
В 754 году, когда Готский епископ из желания угодить императору Константину Копрониму подписал определения иконоборческого Собора в Константинополе и в награду за это был назначен митрополитом Гераклеи Фракийской, жители Готии на место отступника избрали Иоанна. Иоанн отправился в Иерусалим, где провёл три года, а затем в Грузию, получив там около 758 года посвящение в епископы. Затем вернулся на родину. После смерти императора-иконоборца Льва IV в 780 году посетил Константинополь и беседовал там с императрицей Ириной о правой вере. На Втором Никейском соборе 787 года, закрепившем победу иконопочитателей, лично не присутствовал, прислав своего представителя монаха Кирилла.
В 787 году в Готии, находившейся под властью хазар, вспыхнуло народное восстание, поддержанное светским правителем области. Иоанн был одним из инициаторов заговора и активно участвовал в нём. Хазарский гарнизон был изгнан из столицы области — Дороса, и восставшие захватили горные проходы, ведущие в страну. Но хазарский каган вскоре опять овладел городом. Иоанн был выдан хазарам. Каган сохранил ему жизнь и заключил в тюрьму в Фуллах. Оттуда Иоанн бежал в Амастриду, на противоположном берегу Чёрного моря, где умер спустя четыре года. Тело епископа было перевезено на родину и погребено в парфенонском монастыре — нынешнем святого Георгия, близ мыса Фиолент, что возле Балаклавы.
По другой версии, тело его было перевезено в Партенит и погребено на горе Аю-Даг, в храме Святых Первоверховных Апостолов Петра и Павла. Этот храм, по преданию, был возведён по инициативе Иоанна.
Канонизирован Церковью в лике святителей. Дни памяти: 19 мая (1 июня по новому стилю) и 26 июня (9 июля по новому стилю). Сохранился греческий текст его жития, написанного между 815 и 842 годами.
Единственный храм на весь Московский патриархат, освящённый в честь Иоанна, находится в Партените, на подворье Косьмо-Дамиановского монастыря (верхний его придел освящён в честь иконы Богородицы «Всецарица»).

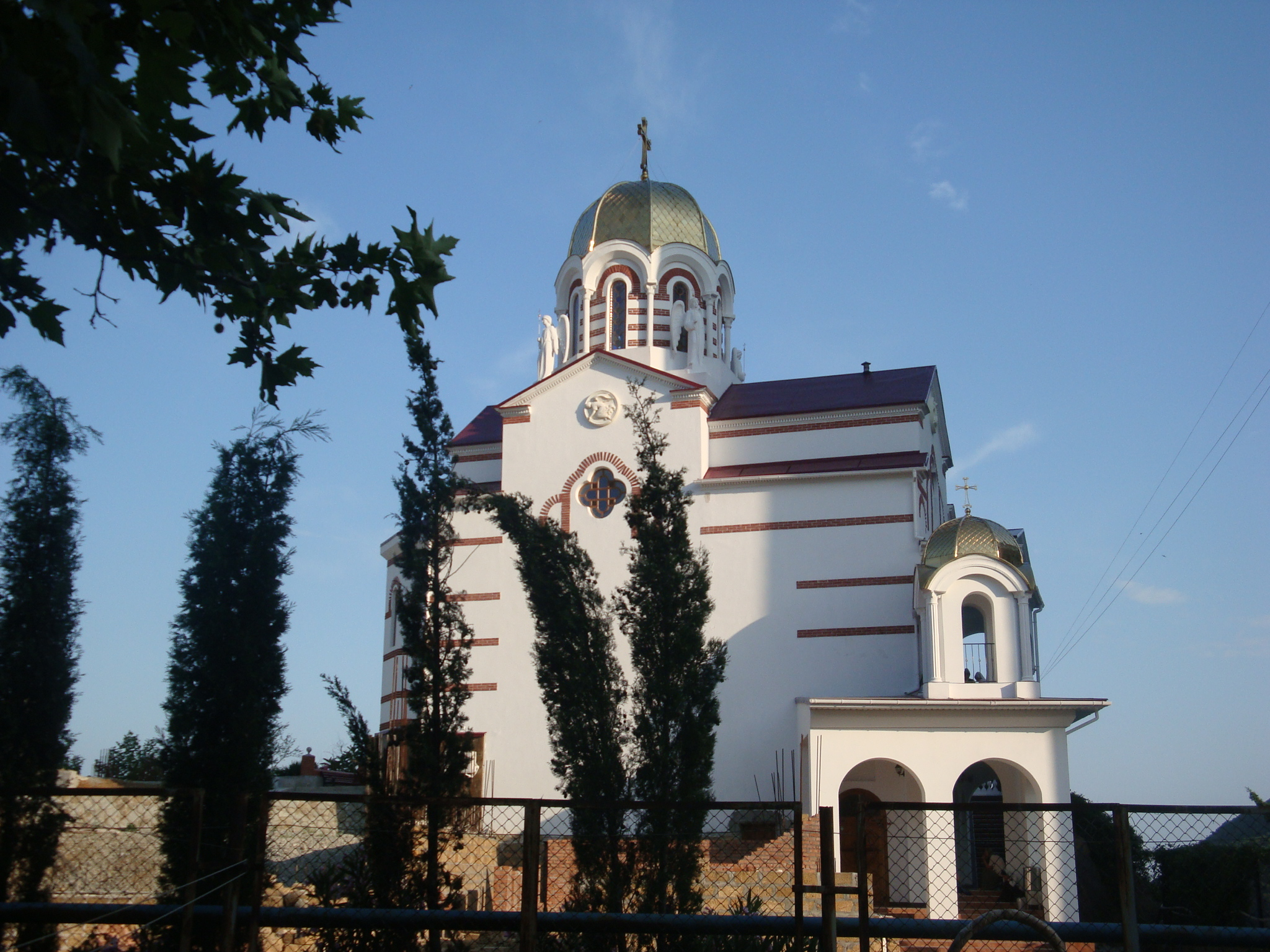
Храм святителя Иоанна Готфского